# 西斯廷聖母
《西斯廷聖母》（Sistine Madonna），亦稱《希斯汀聖母》，為義大利畫家拉斐爾聖母像中的代表作，裝飾於為紀念教宗西斯笃一世而重建的皮亞琴察聖西斯篤堂，最初它被放在教堂的神龕上，至1574年為止，一直保存在圣西斯托教堂，故得此名。現為德國德累斯顿的历代大师画廊（萨克森州立艺术博物馆的一部分）收藏。

## 意境
畫中表現聖母抱著聖子從雲端降下，兩邊帷幕旁畫有一男一女，身穿金色錦袍的教宗西斯笃一世向聖母、聖子做出歡迎的姿態。而稍作跪狀的聖芭芭拉，她虔心垂目，側臉低頭，微露羞怯，表示了對聖母、聖子的崇敬和恭順。位於中心的聖母體態豐滿優美，面部表情端莊安詳，秀麗文靜，在更高的起點上塑造了一位人類的救世主形象。扒在下方的兩個小天使睜著大眼仰望聖母的降臨，稚氣童心躍然畫上。

## 外部連結
- （简体中文）拉斐尔名作欣赏《西斯庭圣母》
- （繁體中文）拉斐爾的宗教心靈與神秘體驗 （页面存档备份，存于）